# Liste der Baudenkmäler in Vohburg an der Donau

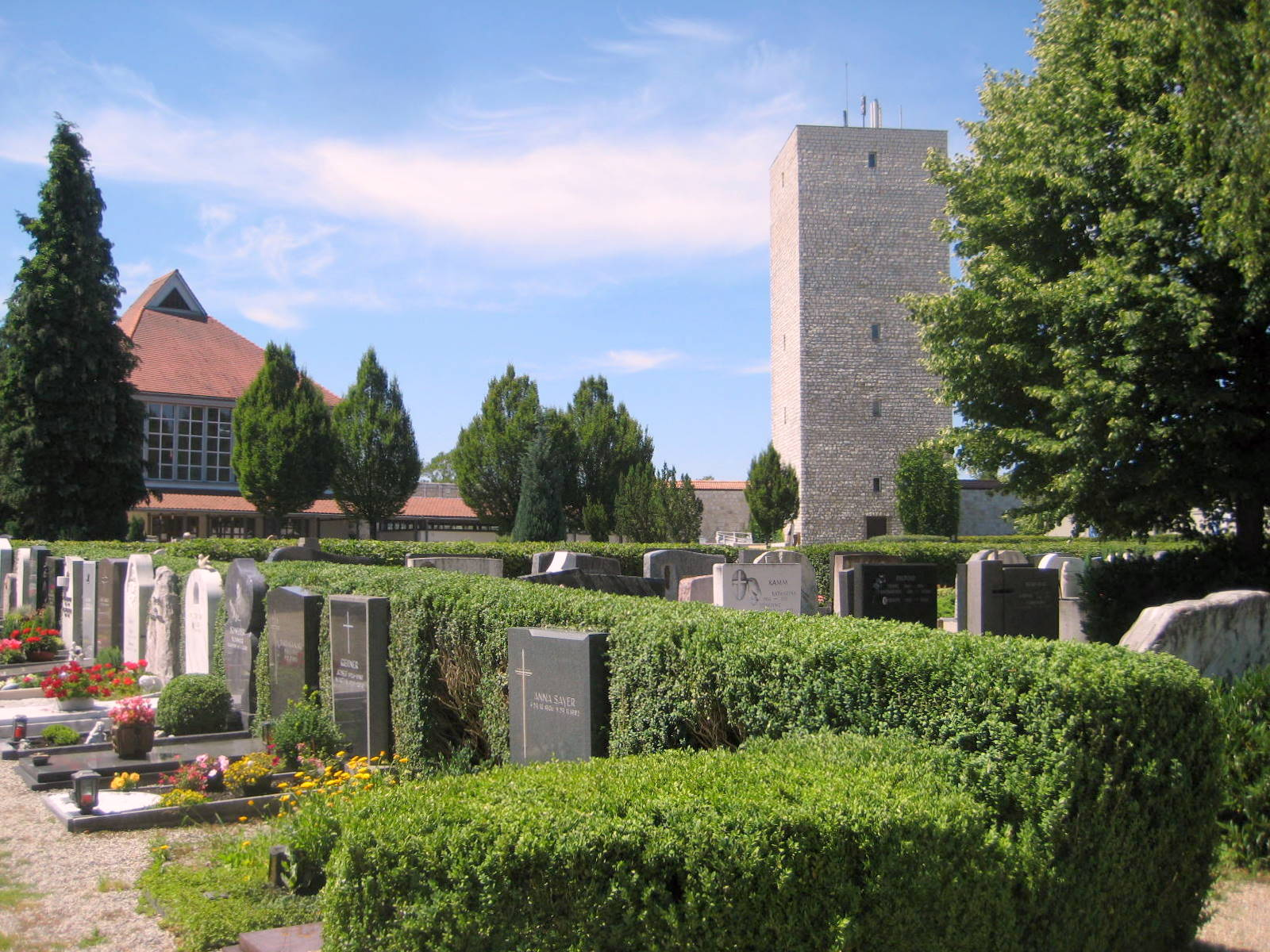
Vohburg, Erneuerter Burgturm und Friedhof

Auf dieser Seite sind die Baudenkmäler in der oberbayerischen Stadt Vohburg an der Donau zusammengestellt. Diese Tabelle ist eine Teilliste der Liste der Baudenkmäler in Bayern. Grundlage ist die Bayerische Denkmalliste, die auf Basis des Bayerischen Denkmalschutzgesetzes vom 1. Oktober 1973 erstmals erstellt wurde und seither durch das Bayerische Landesamt für Denkmalpflege geführt wird. Die folgenden Angaben ersetzen nicht die rechtsverbindliche Auskunft der Denkmalschutzbehörde.

## Ensembles

### Ensemble Burghof Vohburg an der Donau
Das Ensemble umfasst in seinem Umgriff die stadtbildprägende, zum Teil noch aus dem 13. Jahrhundert stammende Ruine der Vohburg auf dem erhöht gelegenen Burgberg mit der barocken Pfarrkirche St. Petrus und dem 1721 errichteten Pflegerschloss.

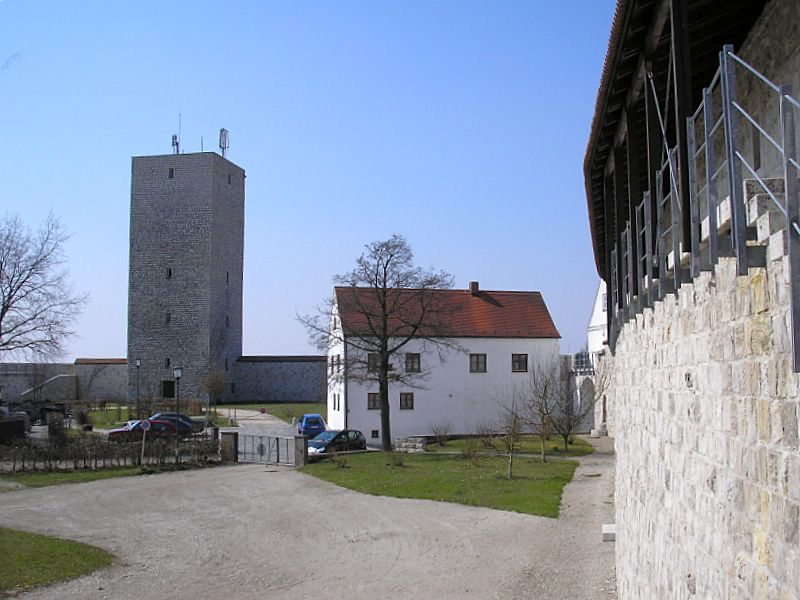
Burg Vohburg, Bergfried

Erstmals namentlich erwähnt wurde die Vohburg um 895 als befestigte Hofanlage und Herrschaftsmittelpunkt des Adeligen Pernardus de Vohaburch. Seit dem 10. Jahrhundert zum Amtsgut des bayerischen Pfalzgrafen gehörig, ging die Vohburg als Erbe der Rapotonen 1099 an die Diepoldinger, Markgrafen von Cham und Nabburg, über. Ihre wittelsbachischen Erben erweiterten die Burganlage und Herzog Ludwig der Strenge ließ sie 1255 nachweislich als Verwaltungszentrale seines gesamten Hoheitsgebiets ausbauen.
Mit der zweiten Zerstörung der Burg und dem Verlust der Mittelpunktfunktion samt Zollstätte im Jahr 1316 im Bruderzwist setzte der Niedergang der Vohburg ein, die aber 1431–35 noch einmal als Residenz für Herzog Albrecht III. und Agnes Bernauer diente. Im Dreißigjährigen Krieg wurde 1641 die Burganlage durch die Schweden endgültig zerstört.
Architektonische Dominanten sind die im Kern aus dem 13. Jahrhundert stammende, circa 470 m lange und unregelmäßig dem Geländeverlauf folgende Ringmauer mit nördlichem Torbau, die auch die Ensemblegrenze bildet, weiters die im Burghof errichtete barocke Pfarrkirche St. Petrus mit schlankem Westturm und Zwiebelhaube, deren heutiges Erscheinungsbild auf die Jahre 1820/23 zurückgeht, sowie das 1721 erbaute, zweigeschossige Pflegerschloss mit Mansardwalmdach und der mächtige, 1959 nach historischem Vorbild rekonstruierte Bergfried.
Aktennummer: E-1-86-158-1

### Ensemble Donautorgasse
Zweigeschossige Gebäude des 15. bis 20. Jahrhunderts. Aktennummer: E-1-86-158-2

### Ensemble Ulrich-Steinberger-Platz

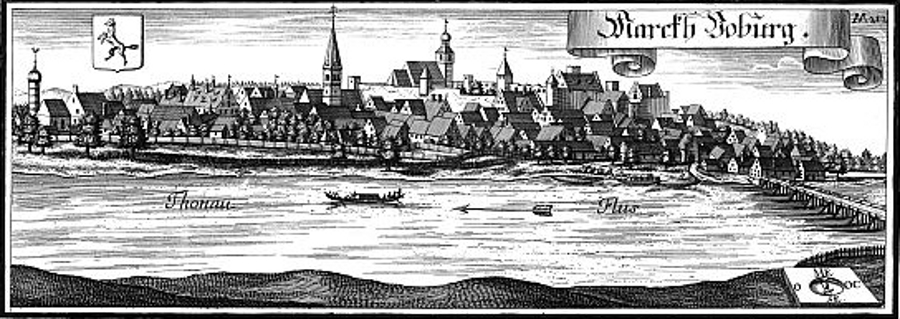
Michael Wening: Vohburg um 1700

Das Ensemble umfasst den Ulrich-Steinberger-Platz mit seiner umgebenden Bebauung sowie die Häuser der Donaustraße, die den westlichen Platzabschluss bilden. Das weitgehend bewahrte Platzbild entstammt im Wesentlichen dem 18. und 19. Jahrhundert auf der Grundlage mittelalterlicher Grundrissstrukturen, gesteigert durch die fernwirksame Burgruine mit der barocken Pfarrkirche St. Petrus. Der Ulrich-Steinberger-Platz bildet den zentralen Ort der Stadt. Vohburg liegt auf einer Halbinsel, die in einem isolierten Berg mit verhältnismäßig ausgedehntem Plateau gipfelt, zwischen Kleiner Donau im Süden und Donau im Norden.
Erstmals erwähnt wird Vohburg um 895 als „größere befestigte Hofanlage“, vor der sich bald eine Siedlung entwickelte. Seit dem 9. Jahrhundert gewannen die Burganlage und der Ort als Pfarrsitz zunehmend an Bedeutung. Die Herren auf der Vohburg stammten aus den Geschlechtern der Staufer, Diepoldinger und Wittelsbacher. Der Donauübergang, mit der von Ingolstadt über Großmehring nach Kelheim und Regensburg führenden Straße, förderte die Niederlassung von Handel-, Gewerbe- und Herbergsbetrieben. Als Stadtgründer wird einer der bayerischen Herzöge aus der Zeit von 1204 bis 1310 angenommen. Der Verlust des Stadtrechts schon nach kurzer Zeit wird mit der zweiten Zerstörung der Burg (erstmals 1105 durch Kaiser Heinrich IV.) und der Schleifung der Stadtbefestigung durch König Ludwig den Bayern 1316 in Zusammenhang gebracht. Seit Anfang des 15. Jahrhunderts hatte Vohburg durch den Wiederaufbau der Burg und der Stadtmauer wieder das Erscheinungsbild einer Stadt. Mit der endgültigen Zerstörung der Burg 1641 durch die Schweden im Dreißigjährigen Krieg verlor Vohburg an Bedeutung. 1952 wurde die Marktgemeinde wieder zur Stadt erhoben.
Der mittelalterliche Platzgrundriss ist ein unregelmäßiges Dreieck, über das auch die Donaustraße, die Handelsroute von Ingolstadt nach Regensburg, verläuft. Die Bebauung, die den Platz architektonisch rahmt, stammt vorwiegend aus dem 18. und 19. Jahrhundert. Die unterschiedlichen Gebäudebreiten, Stockwerks- und Giebelhöhen der zum Teil traufständigen und zum Teil giebelständigen Häuser vermitteln den Eindruck von Vielfalt. Verstärkt wird dies durch die unregelmäßigen Platzanlage, die eine staffelartige Versetzung der Häuser zur Folge hat. Insgesamt zeigen die Gebäude architektonische Proportionen einer bürgerlichen Kleinstadt. Architektonische Dominanten sind die nördlich am Platz freistehende ehemalige Pfarrkirche St. Andreas mit ihrem mit einem Spitzhelm bekrönten Turm, jetzt Rathaus, sowie die barocke 1726–28 errichtete katholische Filialkirche St. Antonius, die aus der westlichen Platzwand halbrund hervortritt. Auf dem Platz befinden sich ferner die Mariensäule und ein Kriegerdenkmal.
Aktennummer: E-1-86-158-3

## Baudenkmäler nach Ortsteilen

### Vohburg
| Lage                                                                              | Objekt                                                               | Beschreibung | Akten-Nr.              | Bild                                                            |
| --------------------------------------------------------------------------------- | -------------------------------------------------------------------- | --- | ---------------------- | --------------------------------------------------------------- |
| Agnes-Bernauer-Straße 4 (Standort)                                                | Villa                                                                | Zweigeschossiger, verputzter Walmdachbau mit Kastengesims und expressionistischen Gliederungselementen, um 1925/28 | D-1-86-158-2           | Villa                                                           |
| Alte Landgerichtsstraße 2 (Standort)                                              | Kragstein                                                            | Männerbüste, in Hauswand eingelassen, spätgotisch, um 1500 | D-1-86-158-3           | Kragstein                                                       |
| Alte Landgerichtsstraße 11 a (Standort)                                           | Ehemaliger Stadel                                                    | Erdgeschossiger, traufseitiger und verputzter Massivbau mit Satteldach, Korbbogentor und abgerundeten Ecken, Ende 18. Jahrhundert | D-1-86-158-4           | Ehemaliger Stadel                                               |
| Alte Landgerichtsstraße 14; Reinschmiedstraße 12; Reinschmiedstraße 10 (Standort) | Rest der profanierten Heilig-Geist-Spitalkirche, jetzt Wohnhaus      | Dreigeschossiger, giebelständiger und verputzter Massivbau mit Satteldach und giebelseitigem ehemaligem Chorpolygon, im Kern 15./16. Jahrhundert, 1812 zu Wohnhaus umgebaut; nach Westen Rest der ehemaligen Kloster- oder Stadtmauer, Bruchsteinmauerwerk, wohl 15./16. Jahrhundert | D-1-86-158-5           | Rest der profanierten Heilig-Geist-Spitalkirche, jetzt Wohnhaus |
| Am Burggraben 4; Nähe Burghof (Standort)                                          | Bergfried                                                            | Kalkbruchstein, 1959 nach altem Vorbild erneuert | D-1-86-158-12          | Bergfried                                                       |
| Auertorstraße 1 (Standort)                                                        | Ehemaliges Stadttor, sogenanntes Auer Tor                            | Dreigeschossiger, giebelständiger Massivbau mit Satteldach und Kielbogendurchfahrt, 15./16. Jahrhundert | D-1-86-158-6           | weitere Bilder                                                  |
| Austraße 1 (Standort)                                                             | Grabstein des Abtes Heinrich der Mynhauser (1338–1402)               | In die Scheunenwand eingemauert | D-1-86-158-76          | Grabstein des Abtes Heinrich der Mynhauser (1338–1402)          |
| Burghof (Standort)                                                                | Wegkapelle                                                           | Halbrund geschlossener Massivbau mit Satteldach und Giebelkreuz, bezeichnet „1882“; mit Ausstattung | D-1-86-158-9           | Wegkapelle                                                      |
| Burghof 1 (Standort)                                                              | Burgtor                                                              | Zweigeschossiger, giebelständiger und teils verputzter Massivbau mit Satteldach und spitzbogiger Durchfahrt, innenseitig mit Vorbau, 13. Jahrhundert, Vorbau 15. Jahrhundert, 1891 Dachumbau nach Brand; in Durchfahrt zwei Wappensteine, bezeichnet „1477“ und „1482“ | D-1-86-158-13          | Burgtor                                                         |
| Burghof 4 (Standort)                                                              | Ehemaliges Pflegerschloss, später Krankenhaus                        | Zweigeschossiger Mansardwalmdachbau mit Putzgliederung, barock, 1721, 1786 vergrößert, Krankenhausumbau bezeichnet „1886“ Hausfigur der Maria Immaculata an der Ostseite, barock | D-1-86-158-15          | Ehemaliges Pflegerschloss, später Krankenhaus                   |
| Burghof 6 (Standort)                                                              | Katholische Stadtpfarrkirche St. Petrus                              | Verputzte Saalkirche mit eingezogenem Polygonalchor und schlankem Westturm mit Zwiebelhaube, Langhaus und Chor flachgedeckt über Hohlkehle, 1697/98, Umgestaltung und erweiterter Neubau des Chores 1820/23, Turmunterbau 1427, Turmobergeschosse und Haube 1717; mit Ausstattung | D-1-86-158-7           | weitere Bilder                                                  |
| Burghof 6 (Standort)                                                              | Ehemalige Seelenkapelle, jetzt Kriegergedächtniskapelle              | Verputzter Massivbau mit Walmdach, Innenraum flachgedeckt, frühes 18. Jahrhundert, Umgestaltung zu Kriegergedächtniskapelle 1929; mit Ausstattung | D-1-86-158-8           | Ehemalige Seelenkapelle, jetzt Kriegergedächtniskapelle         |
| Burghof 8 (Standort)                                                              | Ehemaliges Leichenhaus                                               | Erdgeschossiger, traufseitiger Satteldachbau mit Vorhalle, Ende 19. Jahrhundert | D-1-86-158-10          | Ehemaliges Leichenhaus                                          |
| Burghof 8 (Standort)                                                              | Burgmauer                                                            | Fast vollständig erhalten, Kalkbruchsteinmauerwerk, im Kern 13. Jahrhundert | D-1-86-158-11          | Burgmauer                                                       |
| Donaustraße 3 (Standort)                                                          | Ehemaliges Stadttor, sogenanntes Kleines Donautor                    | Dreigeschossiger, giebelständiger und verputzter Massivbau mit Steilsatteldach, Fialengiebeln und Durchfahrt, außenseitig mit polygonalen Eckerkern, 1471 | D-1-86-158-18          | weitere Bilder                                                  |
| Donaustraße 6 (Standort)                                                          | Wohn- und Geschäftshaus                                              | Zweigeschossiger, traufseitiger Satteldachbau mit Zwerchhaus, bezeichnet „1868“, modern ausgebaut | D-1-86-158-20          | Wohn- und Geschäftshaus                                         |
| Donaustraße 7 (Standort)                                                          | Gasthaus                                                             | Zweigeschossiger, giebelständiger und verputzter Steilsatteldachbau mit Flacherker und Aufzugsöffnungen, im Kern 17./18. Jahrhundert | D-1-86-158-21          | Gasthaus                                                        |
| Donaustraße 8 (Standort)                                                          | Wohn- und Geschäftshaus in Ecklage                                   | Zweigeschossiger, giebelständiger Steilsatteldachbau mit Schweifgiebel und Putzgliederung, Anfang 19. Jahrhundert; Hausfigur, hölzerne Nischenfigur der heiligen Anna Selbdritt, barock | D-1-86-158-22          | Wohn- und Geschäftshaus in Ecklage                              |
| Donaustraße 9 (Standort)                                                          | Gasthof                                                              | Zweigeschossiger, verputzter Mansardwalmdachbau mit geknickter Fassade, Putzgliederung und Durchfahrt, um 1800 | D-1-86-158-23          | Gasthof                                                         |
| Donaustraße 10 (Standort)                                                         | Wohn- und Geschäftshaus                                              | Zweigeschossiger, giebelständiger Steilsatteldachbau mit Schweifgiebel, Ende 18. Jahrhundert | D-1-86-158-24          | Wohn- und Geschäftshaus                                         |
| Donaustraße 11 (Standort)                                                         | Wohn- und Geschäftshaus                                              | Zweigeschossiger, verputzter Walmdachbau mit flachem Mittelrisalit und Zwerchgiebel, im Kern um Mitte 19. Jahrhundert | D-1-86-158-25          | Wohn- und Geschäftshaus                                         |
| Donaustraße 12 (Standort)                                                         | Brauereigasthof                                                      | Zweigeschossiger, traufseitiger Steilsatteldachbau mit geschnitzter Haustür, bezeichnet „1854“ | D-1-86-158-26 Wikidata | weitere Bilder                                                  |
| Donaustraße 24 (Standort)                                                         | Wohn- und Geschäftshaus                                              | Zweigeschossiger, giebelständiger Steilsatteldachbau mit Schweifgiebel und südlichem Anbau mit Walmdach und Erker und Putzgliederung, um 1900 | D-1-86-158-28          | Wohn- und Geschäftshaus                                         |
| Donaustraße 26 (Standort)                                                         | Wohn- und Geschäftshaus                                              | Zweigeschossiger, giebelständiger Steilsatteldachbau mit lisenengegliedertem Schweifgiebel, Eckerker und Zwerchhaus, um 1900 | D-1-86-158-29          | Wohn- und Geschäftshaus                                         |
| Donaustraße 31 (Standort)                                                         | Ehemaliges Gasthaus                                                  | Zweigeschossiger, giebelständiger Steilsatteldachbau mit Treppengiebeln, polygonalem Eckerkerturm mit Zwiebelhaube und nachgotischem Giebeldekor, zweite Hälfte 16. Jahrhundert | D-1-86-158-30 Wikidata | Ehemaliges Gasthaus                                             |
| Donaustraße 33 (Standort)                                                         | Ehemaliger Gasthof                                                   | Zweigeschossiger, traufseitiger Steilsatteldachbau mit westlichem Schweifgiebel, Giebelaufsätzen und Putzgliederung, erste Hälfte 18. Jahrhundert Nebengebäude, zweigeschossiger Satteldachbau, wohl 18. Jahrhundert Stadel, erdgeschossiger, verputzter Massivbau mit Satteldach, wohl 18. Jahrhundert Hofmauer, verputzt, wohl 18./19. Jahrhundert | D-1-86-158-31          | Ehemaliger Gasthof                                              |
| Donautorgasse 5 (Standort)                                                        | Ehemaliges Stadttor, sogenanntes Donautor                            | Zweigeschossiger, giebelständiger und verputzter Massivbau mit stadtseitig gestäbtem Steilgiebel und spitzbogiger Durchfahrt, 1471; barock erhöht | D-1-86-158-32          | Ehemaliges Stadttor, sogenanntes Donautor                       |
| Fischergasse 1 (Standort)                                                         | Hausfigur des hl. Johann Nepomuk                                     | geschnitzte Nischenfigur, Mitte 18. Jh. | D-1-86-158-34 Wikidata | Hausfigur des hl. Johann Nepomuk                                |
| Hohenstaufenstraße 4 (Standort)                                                   | Wohnhaus                                                             | Zweigeschossiger, giebelständiger und verputzter Satteldachbau mit Schweifgiebel und Putzgliederung, nach 1900 | D-1-86-158-35          | Wohnhaus                                                        |
| Lederergasse 3 (Standort)                                                         | Haustür                                                              | Mit Oberlicht, bezeichnet „1836“; nicht nachqualifiziert, im BayernViewer-denkmal nicht kartiert | D-1-86-158-36          | BW                                                              |
| Lederergasse 6 (Standort)                                                         | Haustür                                                              | Aufgedoppelt mit Oberlicht, 18. Jahrhundert; nicht nachqualifiziert, im BayernViewer-denkmal nicht kartiert | D-1-86-158-37          | BW                                                              |
| Pfarrhofstraße 1 (Standort)                                                       | Ehemalige Marien-Apotheke                                            | Zweigeschossiger Mansardhalbwalmdachbau mit reicher Putzgliederung und Fassadenmalereien, um 1770/90, Fassadenmalerei um 1900 | D-1-86-158-38          | Ehemalige Marien-Apotheke                                       |
| Pfarrhofstraße 5, 13 (Standort)                                                   | Katholisches Pfarrhaus                                               | Zweigeschossiger, traufseitiger und verputzter Massivbau mit Steilsatteldach und giebelseitigem Bodenerker, im Kern bezeichnet „1470“ (spätgotische Inschrifttafel) Wirtschaftsgebäude, erdgeschossiger Massivbau mit Halbwalmdach, Bauinschrift bezeichnet „1816“, zwei Wappentafeln bezeichnet „1493“ und „1587“ Ehemaliger Pfarrstadel, traufseitiger Massivbau mit Steilsatteldach und südlichem gestäbtem Giebel, wohl 1587 Hofmauer, verputzt, östlich mit Kielbogenpforte, 15./16. Jahrhundert | D-1-86-158-39          | Katholisches Pfarrhaus                                          |
| Pfarrhofstraße 8 (Standort)                                                       | Arbeiterhaus                                                         | Kleinhaus, mit angegliedertem Wirtschaftsteil, eingeschossige, giebelseitig versetzte Satteldachbauten, östlich Anbau mit Pultdach, Bruchsteinmauerwerk und Ziegel, 18./19. Jh. | D-1-86-158-90          | BW                                                              |
| Ulrich-Steinberger-Platz (Standort)                                               | Mariensäule                                                          | Vergoldete Gusseisenplastik auf hoher Kalksteinsäule mit schmiedeeiserner Einfriedung, 19. Jahrhundert | D-1-86-158-44          | weitere Bilder                                                  |
| Ulrich-Steinberger-Platz 4 (Standort)                                             | Wohnhaus,                                                            | Zweigeschossiger, verputzter Walmdachbau, wohl Anfang 19. Jahrhundert | D-1-86-158-46          | BW                                                              |
| Ulrich-Steinberger-Platz 5 (Standort)                                             | Ehemalige Klosterkirche, jetzt katholische Filialkirche St. Antonius | Westlich halbrund hervortretende Saalkirche mit eingezogenem Polygonalchor und Dachreiter mit Zwiebelhaube, Langhaus und Chor mit Stichkappengewölben, barock, 1726–28, 1837 profaniert, 1880 verändert und neu geweiht, 1947 nach Kriegsbeschädigung instand gesetzt; mit Ausstattung | D-1-86-158-47          | weitere Bilder                                                  |
| Ulrich-Steinberger-Platz 6 (Standort)                                             | Ehemalige Mädchenschule                                              | Zweigeschossiger, traufseitiger Satteldachbau mit nordseitigem Schweifgiebel, 1880 | D-1-86-158-48          | BW                                                              |
| Ulrich-Steinberger-Platz 8 (Standort)                                             | Ehemaliges Benefiziatenhaus                                          | Zweigeschossiger, traufseitiger Steilsatteldachbau mit spitzbogigen Aufzugsöffnungen, im Kern spätgotisch | D-1-86-158-50          | BW                                                              |
| Ulrich-Steinberger-Platz 11 (Standort)                                            | Wohn- und Geschäftshaus in Ecklage                                   | Zweigeschossiger Satteldachbau mit Schweifgiebel, Ende 18. Jahrhundert | D-1-86-158-52          | Wohn- und Geschäftshaus in Ecklage                              |
| Ulrich-Steinberger-Platz 12 (Standort)                                            | Ehemalige katholische Pfarrkirche St. Andreas, jetzt Rathaus         | Verputzter, jetzt zweigeschossiger Saalbau mit dreiseitigem Chorschluss mit Strebepfeilern und seitlichem Turm mit Spitzhelm, zweite Hälfte 15. Jahrhundert, 1880 Profanierung, 1947 Instandsetzung nach Kriegsbeschädigung, 1954/55 Umbau zu Rathaus | D-1-86-158-53          | weitere Bilder                                                  |
| Wirtsfeld, an der Straße nach Wöhr (Standort)                                     | Wegkapelle                                                           | Halbrund geschlossener Massivbau mit Satteldach und Fassadenturm mit Spitzhelm, bezeichnet „1878“; mit Ausstattung | D-1-86-158-55          | BW                                                              |

### Auhöfe
| Lage                | Objekt                             | Beschreibung | Akten-Nr.     | Bild |
| ------------------- | ---------------------------------- | --- | ------------- | ---- |
| Auhöfe 4 (Standort) | Katholische Filialkirche St. Peter | Verputzter Saalbau mit Satteldach, kleiner halbrunder Apsis und polygonalem Dachreiter mit kleinem Spitzhelm, Innenraum mit flacher Holzdecke und hölzerner Westempore, Apsis frühes 13. Jahrhundert, Langhaus 1683; mit Ausstattung | D-1-86-158-56 | BW   |

### Dünzing
| Lage                    | Objekt                                  | Beschreibung | Akten-Nr.              | Bild           |
| ----------------------- | --------------------------------------- | --- | ---------------------- | -------------- |
| Bergstraße 1 (Standort) | Wappentafel                             | Marmor, bez. 1721 | D-1-86-158-59 Wikidata | Wappentafel    |
| Bergstraße 2 (Standort) | Ehemaliges Schulhaus, jetzt Leichenhaus | Ein- bis zweigeschossiger Satteldachbau, Mitte 19. Jahrhundert | D-1-86-158-60 Wikidata | weitere Bilder |
| Bergstraße 4 (Standort) | Katholische Filialkirche St. Nikolaus   | Verputzte Saalkirche mit Steilsatteldach, kleinem giebelseitigem Vorbau und Chorturm mit Treppengiebel, flachgedecktes Langhaus und Chor mit Kreuzrippengewölbe, im Kern spätgotisch, 12./13. Jahrhundert, barock verändert; mit Ausstattung; Teile der Friedhofsbefestigung, verputzt, mit gestuften Strebepfeilern, erste Hälfte 16. Jahrhundert; Torhaus, zweigeschossiger, traufseitiger Satteldachbau, wohl erste Hälfte 16. Jahrhundert | D-1-86-158-57 Wikidata | weitere Bilder |

### Hartacker
| Lage                        | Objekt        | Beschreibung | Akten-Nr.              | Bild           |
| --------------------------- | ------------- | --- | ---------------------- | -------------- |
| Kapellenplatz (Standort)    | Ortskapelle   | Kleiner, halbrund geschlossener Satteldachbau mit Eingangsturm mit Spitzhelm, Innenraum flachgedeckt, neugotisch, 1910; mit Ausstattung | D-1-86-158-62 Wikidata | weitere Bilder |
| Neumühlstraße 30 (Standort) | Mühlengebäude | Zweigeschossiger, giebelständiger Satteldachbau mit Wandfresken auf der Traufseite und Eckrustika, 1956 wohl über altem Kern erneuert   | D-1-86-158-63          | BW             |
| Waldstraße 24 (Standort)    | Mühlengebäude | Zweigeschossiger, traufseitiger Satteldachbau, wohl erste Hälfte 19. Jahrhundert                                                        | D-1-86-158-64 Wikidata | weitere Bilder |

### Irsching
| Lage                     | Objekt                                     | Beschreibung | Akten-Nr.     | Bild |
| ------------------------ | ------------------------------------------ | --- | ------------- | ---- |
| Pfarrgasse 16 (Standort) | Katholische Pfarrkirche St. Ottilia        | Verputzter Walmdachbau mit ehemaligem Chorturm mit Zwiebelhaube, nördlich modern erweitert, Altbau flachgedeckt mit Hohlkehle, ehemaligem Chor mit Kreuzgewölbe, im Kern spätgotisch. Das Langhausdeckenfresko: Geburt Christi ist signiert von dem Kunstmaler Josef Wittmann und datiert mit 1938 und wurde wohl zwischenzeitlich teilweise erneuert. Erweiterung und Dacherneuerung von Friedrich Haindl, 1972/73; mit Ausstattung | D-1-86-158-65 | BW   |
| Pfarrgasse 16 (Standort) | Ehemalige Seelenkapelle, jetzt Leichenhaus | Erdgeschossiger, traufseitiger Massivbau mit Steilsatteldach und kielbogigem Eingang, wohl um 1500 | D-1-86-158-66 | BW   |

### Knodorf
| Lage                        | Objekt                                                | Beschreibung | Akten-Nr.     | Bild |
| --------------------------- | ----------------------------------------------------- | --- | ------------- | ---- |
| Hofmarkstraße 16 (Standort) | Katholische Filialkirche Mariä Unbefleckte Empfängnis | Kleine Saalkirche mit Satteldach, dreiseitigem Chorschluss, und Giebelturm mit Zeltdach, Innenraum flachgedeckt mit hölzerner Empore, wohl erste Hälfte 19. Jahrhundert; mit Ausstattung | D-1-86-158-67 | BW   |
| Hofmarkstraße 18 (Standort) | Ehemaliges Schloss der Hofmark                        | Zweigeschossiger, verputzter Mansardwalmdachbau, zweite Hälfte 18. Jahrhundert | D-1-86-158-68 | BW   |

### Menning
| Lage                                     | Objekt                             | Beschreibung | Akten-Nr.     | Bild           |
| ---------------------------------------- | ---------------------------------- | --- | ------------- | -------------- |
| Galgenberg, am Pleilinger Weg (Standort) | Kapelle                            | Verputzter Satteldachbau mit Vorhalle, dreiseitigem Chorschluss und Dachreiter, bezeichnet „1950“, innen Gedächtnistafel bezeichnet „1820“; mit Ausstattung | D-1-86-158-72 | weitere Bilder |
| Kirchstraße 4 (Standort)                 | Pfarrhaus                          | Mit Steilsatteldach und Eckerker, wohl Ende 17. Jahrhundert; Südmauer des Pfarrhofs, 18./19. Jahrhundert | D-1-86-158-71 | BW             |
| Kirchstraße 6 (Standort)                 | Katholische Pfarrkirche St. Martin | Chorturmkirche, Turm mit Treppengiebel, flachgedecktes Langhaus mit westlicher Holzempore und Chor mit Kreuzgratgewölbe, im Kern 13./14. Jahrhundert, 1706 barockisiert, 1888/89 und 1928 nach Westen verlängert; mit Ausstattung; Friedhofsmauer an der Nord- und Ostseite, verputzt, wohl 18. Jahrhundert | D-1-86-158-69 | weitere Bilder |

### Oberhartheim
| Lage                     | Objekt                                     | Beschreibung | Akten-Nr.     | Bild                                       |
| ------------------------ | ------------------------------------------ | --- | ------------- | ------------------------------------------ |
| Kreisstraße 7 (Standort) | Katholische Filialkirche Mariä Himmelfahrt | Saalkirche mit asymmetrischem Satteldach, dreiseitigem Chorschluss und seitlichem Turm mit Spitzhelm, flachgedecktes Langhaus mit nördlichem Seitenschiff und eingezogener Chor mit Stichkappentonne, im Kern spätgotisch, 1421, um 1700 Ausbau des Langhauses und Anbau des nördlichen Seitenschiffs; mit Ausstattung | D-1-86-158-73 | Katholische Filialkirche Mariä Himmelfahrt |

### Rockolding
| Lage                    | Objekt                              | Beschreibung | Akten-Nr.     | Bild           |
| ----------------------- | ----------------------------------- | --- | ------------- | -------------- |
| Kirchplatz 4 (Standort) | Katholische Filialkirche St. Martin | Verputzter Satteldachbau mit Chorturm mit Spitzhelm und westlichem Vorbau, flachgedecktes Langhaus mit Hohlkehle und eingezogener Chor mit Tonnengewölbe, im Kern romanisch, wohl 1615 aufgestockt, 1734 erweitert; mit Ausstattung | D-1-86-158-74 | weitere Bilder |

### Unterhartheim
| Lage                                | Objekt  | Beschreibung | Akten-Nr.     | Bild |
| ----------------------------------- | ------- | --- | ------------- | ---- |
| An der Pförringer Straße (Standort) | Kapelle | Verputzter Satteldachbau mit halbrundem Schluss, Chornische gewölbt, erste Hälfte 19. Jahrhundert; mit Ausstattung | D-1-86-158-75 | BW   |

## Ehemalige Baudenkmäler
In diesem Abschnitt sind Objekte aufgeführt, die früher einmal in der Denkmalliste eingetragen waren, jetzt aber nicht mehr. Objekte, die in anderem Zusammenhang – also z. B. als Teil eines Baudenkmals – weiter eingetragen sind, sollen hier nicht aufgeführt werden. Aktennummern in diesem Abschnitt sind ehemalige, jetzt nicht mehr gültige Aktennummern.

| Lage                                   | Objekt                        | Beschreibung                                                                                              | Akten-Nr.     | Bild |
| -------------------------------------- | ----------------------------- | --- | ------------- | ---- |
| Vohburg Burghof 3 ()                   | Altersheim                    | Mit Mansard-Walmdach, erbaut 1721, 1786 vergrößert; auf der Ostseite barocke Hausfigur (Maria Immaculata) |               |      |
| Vohburg Fischergasse 1 (Standort)      | Hausfigur                     | Heiliger Johannes Nepomuk, Mitte 18. Jahrhundert                                                          |               | BW   |
| Vohburg Reinschmiedstraße 1 (Standort) | Ehemalige Kinderbewahranstalt | Erbaut 1881 von Ulrich Steinberger                                                                        |               | BW   |
| Dünzing Bergstraße 8 (Standort)        | Wappentafel am Haus           | Bezeichnet „1721“                                                                                         |               | BW   |
| Dünzing Dorfstraße 21 (Standort)       | Ehemaliger Zehentstadel       | Verputzter Massivbau mit Flachsatteldach und Kalkplattendeckung, innen bezeichnet „1713“                  | D-1-86-158-61 | BW   |